# Mission San Francisco de la Espada
La mission San Francisco de la Espada (ou plus simplement Mission Espada) était une mission catholique fondée par les Espagnols près de San Antonio de Bexar au nord de la Nouvelle-Espagne en 1731. Les religieux qu'elle abritait devaient évangéliser les Amérindiens et consolider la présence espagnole face aux prétentions coloniales françaises. Aujourd'hui, les bâtiments font partie des quatre missions appartenant au Parc national historique des missions de San Antonio (Texas).

## Histoire
Les Espagnols fondèrent une première mission en 1690 dans l'est du Texas actuel. Elle se trouvait sur le territoire des Indiens Nabedaches qui réservent dans un premier temps un bon accueil aux frères franciscains. Une épidémie de variole s'abattit sur la région durant l'hiver 1690-1691, tuant quelque 3300 Indiens. Les Nabedaches crurent que les Espagnols avaient apporté la maladie et commencèrent à se montrer hostiles. Les étés 1691 et 1692 furent marqués par une sécheresse et les Nabedache souhaitaient de plus en plus le départ des Espagnols. Les moines décidèrent de quitter les lieux et mirent le feu aux bâtiments de la mission avant de revenir à Monclova.
La mission fut refondée dans la même région le 5 juillet 1716 sous le nom de Nuestro Padre San Francisco de los Tejas. Mais cette dernière fut à son tout abandonnée en 1719 à cause du conflit qui opposait la France à l'Espagne. Une nouvelle implantation fut tentée le 5 août 1721 (mission San Francisco de los Neches). Elle fut ensuite déménagée provisoirement le long du Colorado en juillet 1730. Finalement, les moines vinrent s'installer dans la région de la San Antonio River en mars 1731 dans une mission qu'ils appelèrent San Francisco de la Espada. Là, il entreprirent notamment de procéder à des travaux d'irrigation, réalisant l'aqueduc d'Espada, la main d'œuvre étant fournie par les amérindiens. Un couvent fut construit en 1745 tandis que l'église fut terminée en 1756.